# Xènocles d'Atenes
|  | Cal no confondre'l amb el seu net, Xènocles d'Atenes el Jove. Per altres Xènocles atenesos, vegeu «Xènocles d'Atenes (desambiguació)». |

Xènocles (en grec antic: Ξενοκλῆς, Xenoklês) fou un poeta tràgic de l'antiga Grècia natural d'Atenes que va viure a final del segle v aC.
Era fill de Càrcinos el Vell i pare de Càrcinos el Jove. Sembla que la família va mantenir una certa celebritat als escenaris atenencs durant quatre generacions, atès que sembla que tenia un net, Xènocles d'Atenes el Jove, que també destacà en el camp de la tragèdia.
No es conserva cap fragment de la seva obra, llevat d'una paròdia en poques paraules d'una obra d'ell titulada Licimni. Probablement va ser coreg a les comèdies del seu pare, en les quals es donava un gran protagonisme a les parts musicals. Aristòfanes se'n burla en diverses ocasions: ridiculitza el seu ball, i també diu que ell era lleig i feia poesia lletja (ὢν κακὸς κακῶς ποιεῖ). L'any 415 aC va obtenir una victòria sobre Eurípides en un concurs, i Claudi Elià opina que o bé el jurat no entenia de teatre, o que va ser subornat. Sembla que l'anomenaven Datis per mor de certes faltes en el seu llenguatge: malgrat que existí un poeta, Datis, anomenat així, el sobrenom de Xènocles provindria d'un general persa, de nom Datis, que en una ocasió no se'n sortí quan va provar de parlar grec.
En el festival de l'any 415 aC en què derrotà Eurípides va presentar quatre obres: Èdip, Licàon, Les Bacants i el drama satíric Atamant. Sembla que encara era viu l'any 405 aC.